# Syndicat mixte pour la protection et la gestion de la Camargue gardoise
Le Syndicat mixte pour la protection et la gestion de la Camargue gardoise (SMCG) est une structure de coopération intercommunale française qui associe huit communes de Petite Camargue au Conseil départemental du Gard, en région Occitanie.
Il est notamment chargé de la gestion des ressources naturelles de cette zone humide qu'est la Camargue gardoise, ainsi que de la mise en valeur de son patrimoine. À ce titre, il mène l'opération Grand Site en Camargue gardoise.

## Historique et composition

### Fondation
Le SMCG a été fondé en juillet 1993. Ce syndicat mixte a été créé sur la base d’une charte d’environnement signée avec l’État en décembre 1995 et autour d’un programme d’actions quinquennal, élaboré en concertation avec les élus, les partenaires institutionnels et les acteurs de terrain.

### Communes concernées
Les huit communes du SMCG sont :
- Aigues-Mortes
- Aimargues
- Beauvoisin
- Le Cailar
- Le Grau-du-Roi
- Saint-Gilles
- Saint-Laurent-d'Aigouze
- Vauvert

## Administration

### Comité syndical
Le syndicat mixte est administré par un comité syndical, composé du président, de trois autres conseillers départementaux (et leurs suppléants) et d'un délégué titulaire pour chaque commune membre (et son suppléant).
Depuis sa création, le SMCG est successivement présidé par Louis Girard, Jean Denat et Patrick Bonton. Celui-ci conserve conserve sa fonction, après que son mandat de conseiller général a pris fin,, jusqu'en septembre 2015 ; il est remplacé à cette date par Léopold Rosso.
Depuis 2021, le Président du SMCG est Monsieur Robert Crauste.

### Comités consultatifs
Le SMCG dispose également de plusieurs comités consultatifs, en relation avec ses compétences et missions (gestion de l'eau, observatoire des zones humides, zone Natura 2000, opération Grand Site...).

## Compétences et missions

### Objectifs prioritaires

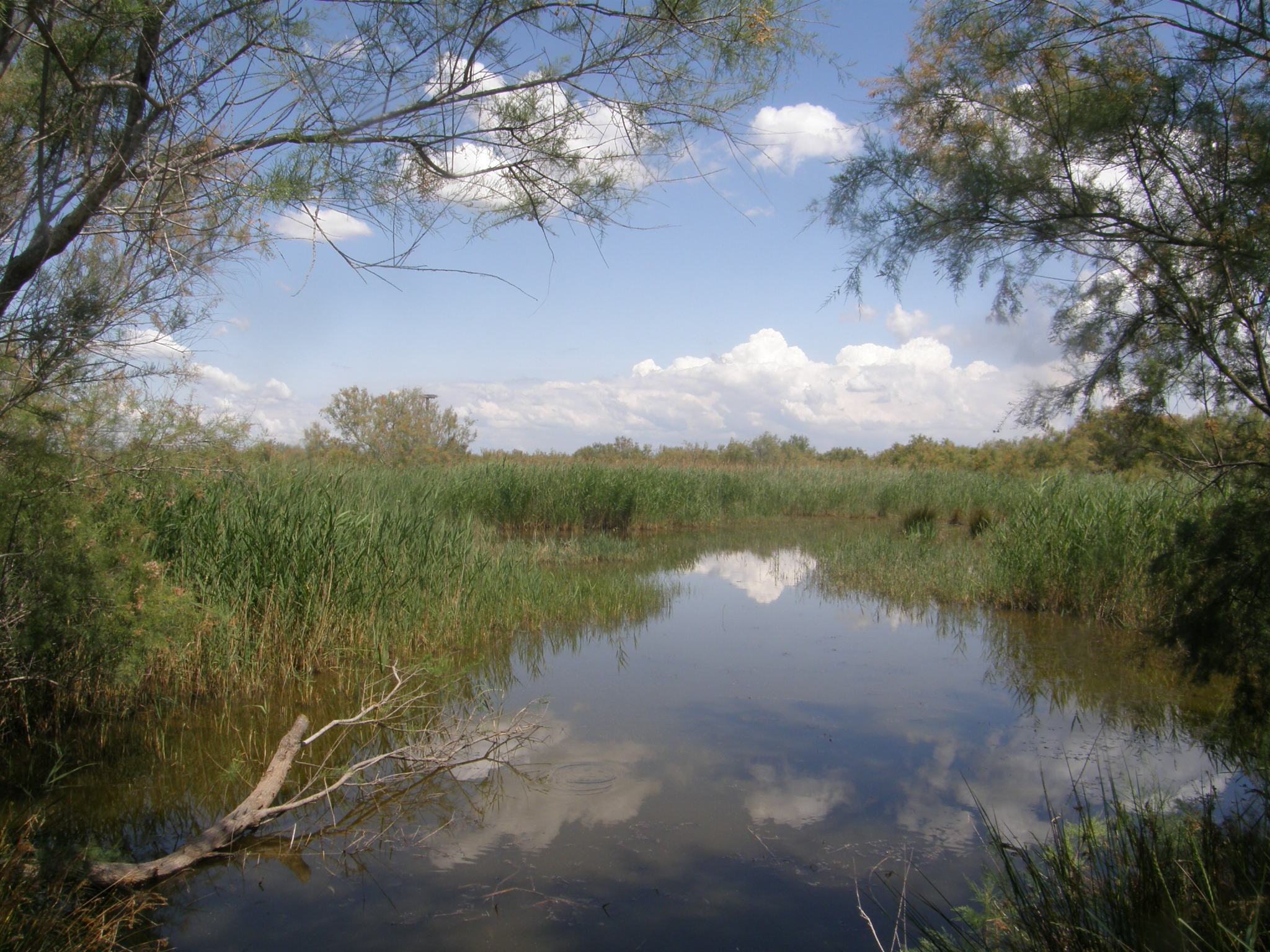
Réserve naturelle régionale du Scamandre, gérée par le SMCG

À sa création, le SMCG comportait six objectifs prioritaires :
1. la maîtrise de l’espace ;
2. la mise en valeur du patrimoine naturel et culturel ;
3. l'amélioration de la gestion de l’eau et des déchets ;
4. la promotion des activités économiques favorisant un développement durable ;
5. l'éducation à l’environnement ;
6. la mise en œuvre et le suivi de la charte.

### Élargissement des compétences
En 1998, le SMCG a choisi de modifier ses statuts et par là même, d'élargir le champ de ses compétences en matière de protection de l'environnement.

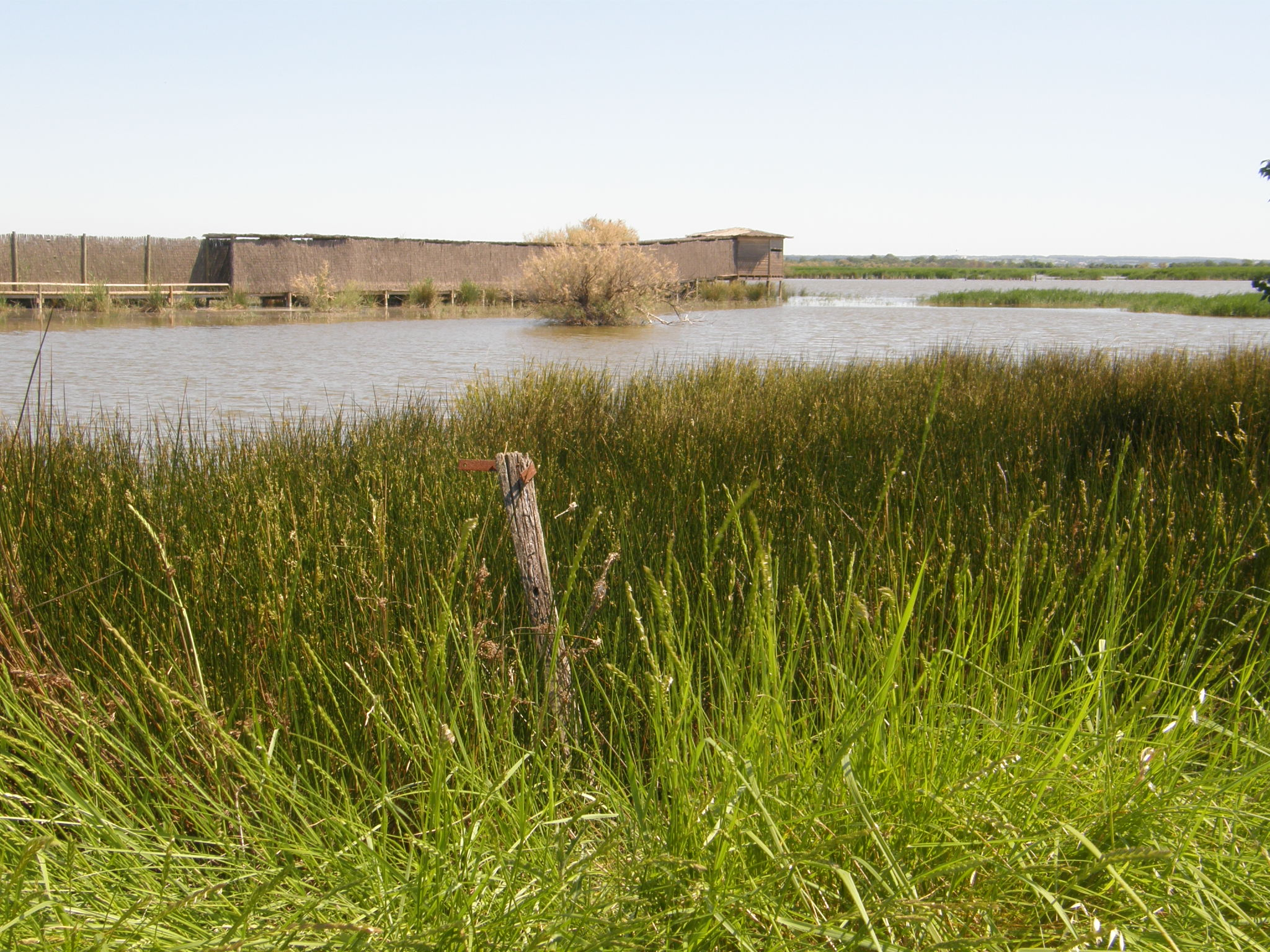
Réserve naturelle régionale de Mahistre et Musette, gérée par le SMCG

Ces compétences impliquent notamment la promotion du territoire de la Camargue gardoise, l'ouverture au public de sites d'intérêt environnemental et touristique, l'expertise scientifique relative au milieu naturel et à l'environnement ou encore la lutte contre les pollutions et les nuisances.

### Outils de gestion
- Schéma d'aménagement et de gestion des eaux
- Réseau des Grands Sites de France
- Observatoire des zones humides
- Réserve naturelle régionale
- Programme LIFE Nature
- Convention de Ramsar
- Réseau Natura 2000